# Protestantische Kirche (Brenschelbach)

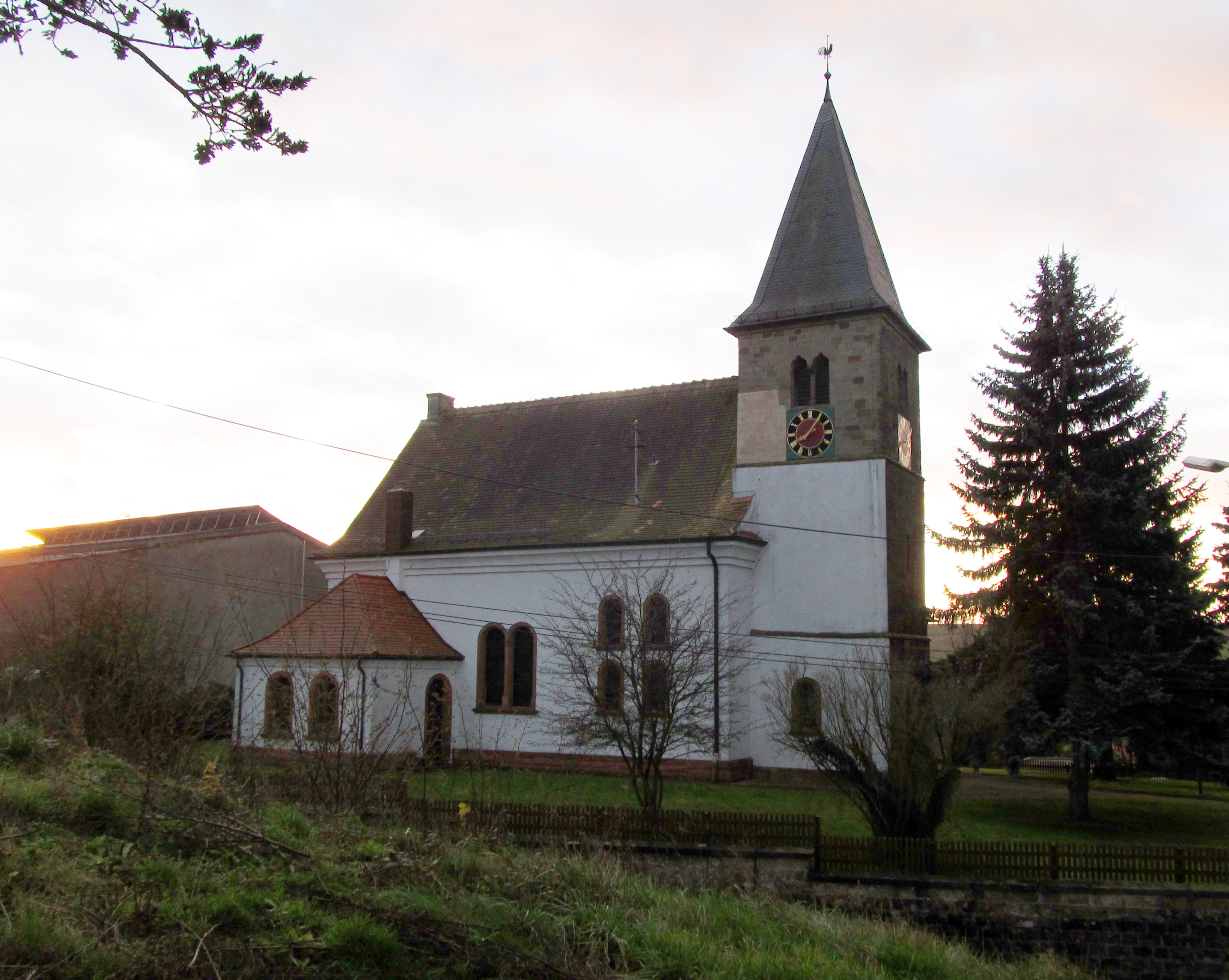
Die protestantische Kirche in Brenschelbach

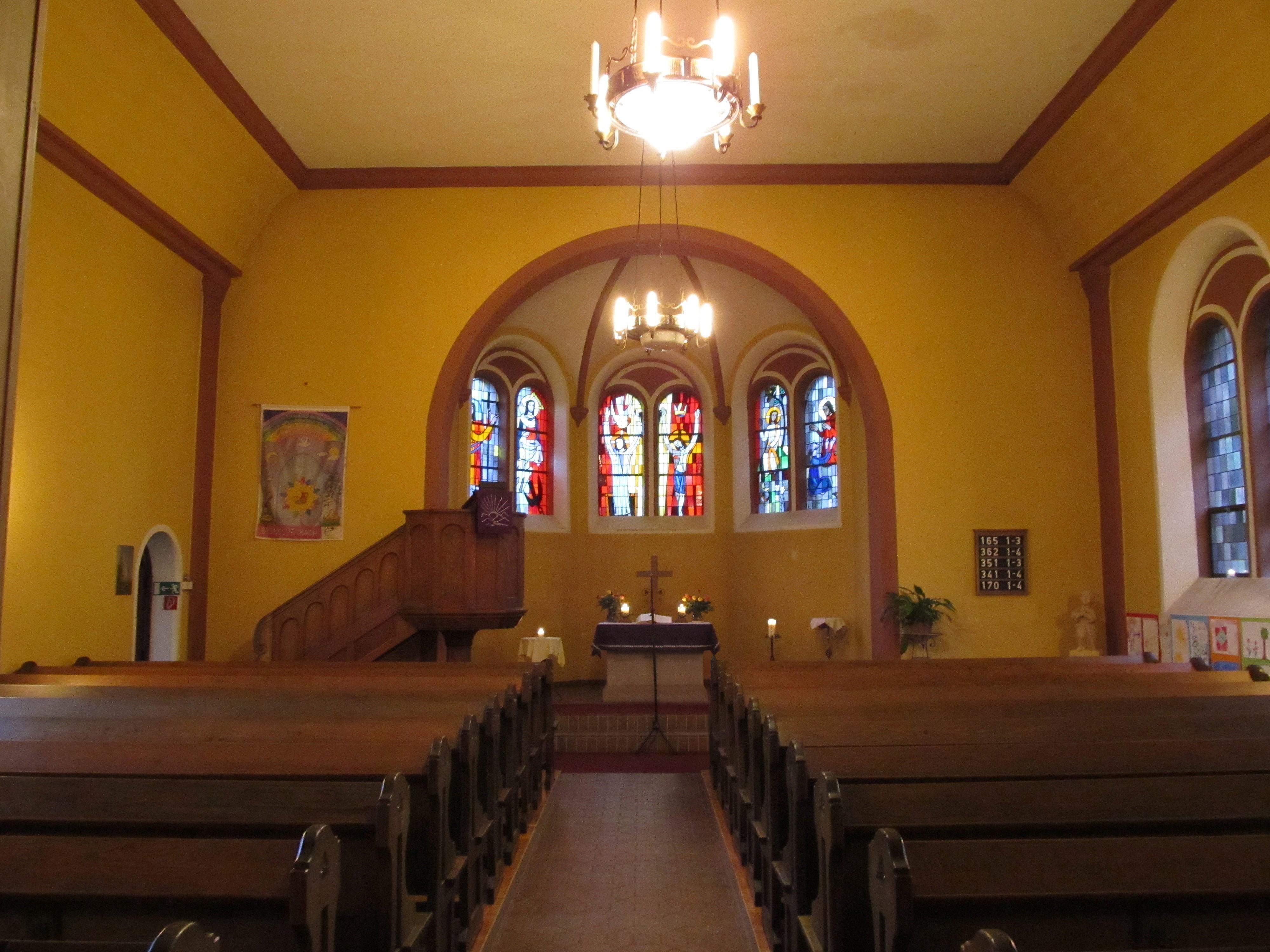
Blick ins Innere der Kirche

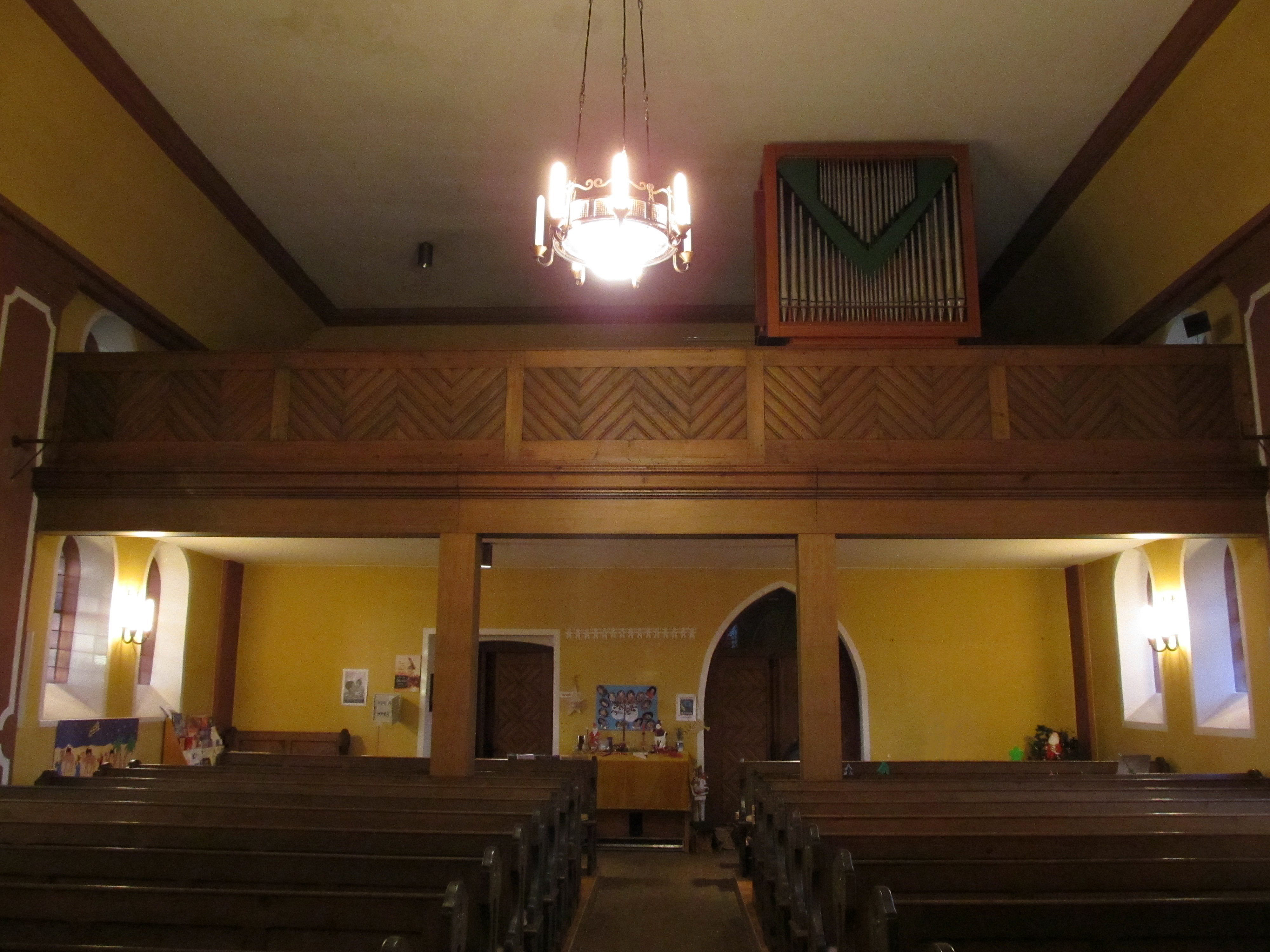
Blick zur Orgelempore

Die Protestantische Kirche Brenschelbach ist die Kirche der protestantischen Kirchengemeinde im saarländischen Brenschelbach im Kirchenbezirk (Dekanat) Zweibrücken der Evangelischen Kirche der Pfalz. Zuständig für die Kirchengemeinde Brenschelbach ist das Pfarramt Hornbach. In der Denkmalliste des Saarlandes ist die Kirche als Einzeldenkmal aufgeführt.

## Geschichte
Ältester Teil der Kirche ist der aus dem 13./14. Jahrhundert stammende Kirchturm, der 1592 einer Restaurierung unterzogen wurde.
Das eigentliche Kirchengebäude wurde 1784 als spätbarocker Saalbau nach Plänen des Architekten Friedrich Gerhard Wahl, des letzten Baudirektors des Herzogtums Pfalz-Zweibrücken, errichtet. Da das Kirchenschiff nach dem Ersten Weltkrieg in einem sehr schlechten Zustand war, wurde es 1928 abgerissen. Am 10. Juni 1928 erfolgte die Grundsteinlegung für ein neues Kirchengebäude.
Die neue Kirche wurde 1928/29 von der Gemeinde nach Plänen des Bezirksbaurates Müller (Homburg) errichtet.
Im Zweiten Weltkrieg erlitt das Kirchengebäude schwere Beschädigungen, da Brenschelbach Kampfgebiet war. Zudem diente die Kirche deutschen Einheiten als Kino und war somit Ziel feindlicher Fliegerangriffe, durch die Dach und Fenster, die Orgel und die Portale zerstört wurden. Die Decke des Innenraums war von Einsturz bedroht, das Gestühl durch Geschosse schwer beschädigt, die Schieferbedeckung des Turmes vernichtet, und die Umfassungsmauern waren eingerissen. Die Schäden konnten behoben waren, sodass die Kirche am 18. Juni 1950 wieder eingeweiht werden konnte. 1976 erfolgte die letzte größere Renovierung der Kirche.

## Architektur und Ausstattung
Bei dem Kirchengebäude handelt es sich um eine schlichte Halle mit angefügtem Chorraum. Der Kirchturm zählt zur Gruppe der sogenannten „Hornbacher Türme“. Das ursprüngliche Satteldach wurde 1904 in ein Dach mit Helmspitze umgewandelt. Im Erdgeschoss des Turmes, der aus Quadermauerwerk besteht, ist noch ein Kreuzrippengewölbe zu sehen. Die Turmtür hatte ehedem einen Spitzbogen, der aber 1722 zu einem Stichbogen verändert wurde.
Bemerkenswert im Inneren der Kirche sind die sechs Fenster des Architekten und Glasmalers György Lehoczky (Saarbrücken) im Chorraum, die 1956 geschaffen wurden. Sie zeigen Darstellungen von Szenen aus dem Neuen Testament: Die Heilung eines Blinden (Joh 9,1-41 ), die Bergpredigt (Mt 5–7 ), die Kreuzigung Jesu, die Auferstehung Jesu, das Jüngste Gericht und Johannes den Täufer.
Die beiden Lampen im Innenraum über den Kirchenbänken wurden von Schlosser Otto Rausch aus verschiedenen Gebrauchsgegenständen angefertigt.
Die Orgel der Kirche, die auf einer Empore aufgestellt ist, wurde gebraucht von der Orgelbaufirma Reichenstein (Windesheim) geliefert.